# Intonso

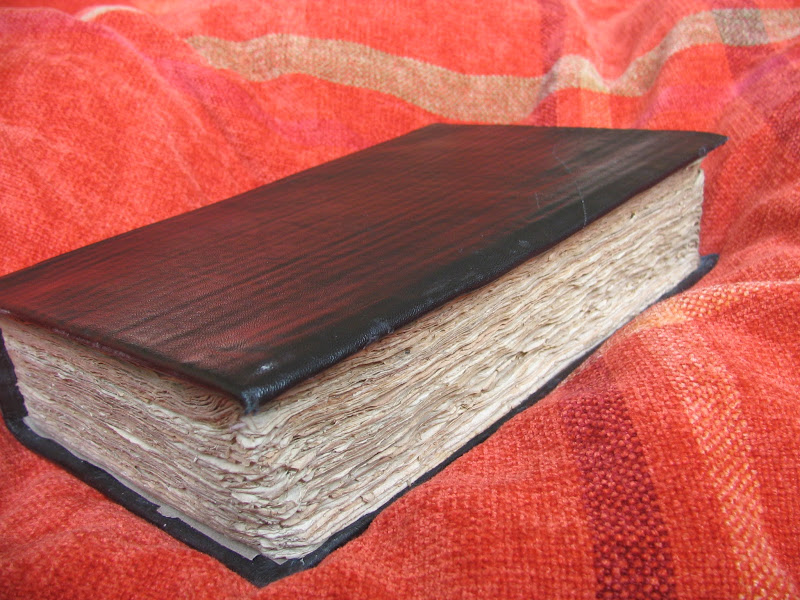
Libro intonso, con los cuadernillos cosidos sin haberse igualado cortando con guillotina

Un libro intonso es aquel cuyos cuadernillos son producto del plegado de un pliego de mayor tamaño y sus bordes no son refinados, es decir, no pasan por el proceso de corte que dota a las hojas de uniformidad.

## Descripción
En sentido coloquial se dice que un libro intonso es aquel que conserva cerrados sus pliegos, y que, posiblemente, nunca fue abierto. Las páginas intonsas son aquellas que mantienen sus bordes sin cortar, y que se entiende que jamás fueron leídas.
Tradicionalmente el libro intonso resulta especial porque las páginas que no han sido separadas bajo procesos de corte mecánico deben ser divididas manualmente mediante el uso de una cuchilla o un abrecartas, detalle por el cual estos libros son considerados un exquisito objeto de gran valor estético, pues emula las ediciones antiguas en las que predominaba el acabado rústico.
Muchas editoriales del mundo utilizan en sus publicaciones este acabado, para situar dos ejemplos muy distantes:
- La editorial El Tucán de Virginia, con sede en México, produce libros intonsos con el uso de tipos móviles, práctica abandonada en los últimos tiempos debido a la practicidad ofrecida por procesos de impresión como el ófset.
- La revista IDN (International Designers Network) incluye en sus ediciones un bloque de páginas con este acabado.

## Bibliofilía y biblioteca
La escasez de los libros intonsos les confiere cierto aspecto de rareza que despierta el interés en el mundo de bibliófilos haciendo apetecible su adquisición al mantener tales ejemplares los márgenes completos lo cual, en opinión de coleccionistas, aumenta su valor patrimonial. 
Por contra, la existencia de un intonso dentro de una biblioteca debería suponer «un fracaso en su selección ya que indica que no ha sido nunca consultado.»